# El Hincha
El hincha es una película argentina de 1951 en blanco y negro, dirigida por Manuel Romero, con guion del propio Romero, Julio Porter y del conocido autor de tangos Enrique Santos Discépolo, quien es también el protagonista. Este fue el último trabajo de Discépolo y se estrenó el 13 de abril de 1951, en el cine Ocean de Buenos Aires.

## Sinopsis
La película sigue la historia de El Ñato (Enrique Santos Discépolo), un trabajador mecánico ya maduro, hincha fanático de fútbol, que encuentra el sentido de su vida en alentar, seguir y colaborar con el club de sus amores, al punto de postergar indefinidamente el casamiento con su eterna novia (Diana Maggi). Para él “primero son los colores del club, después los macaneos amorosos”.
El club se encuentra en problemas y en riesgo de descender. El hincha cree encontrar entonces la solución en Suárez (Mario Passano), un joven y talentoso jugador de las inferiores, que además está de novio con su hermana, y que juega por el solo placer de jugar, sin ambiciones económicas ni de fama. 
Aunque el hincha termina siendo defraudado por la corrupción de los intereses comerciales vinculados al fútbol, vuelve a encontrar en los “pibes” y el “potrero” la razón de ser del fútbol y de su pasión. Cierra con un irónico monólogo muy recordado sobre el hincha, el fútbol y la vida.

"¿Y para qué trabaja uno si no es para ir los domingos y romperse los pulmones a las tribunas hinchando por un ideal? ¿O es que eso no vale nada?...¿Qué sería del fútbol sin el hincha?...El hincha es todo en la vida..."

Con esta película entra al cine argentino el mundo popular de la afición al fútbol, “la barra del café, el partido del domingo, el ritual del antes y después del estadio”.

## Reparto
- Enrique Santos Discépolo como El Ñato
- Diana Maggi como la novia de El Ñato
- Mario Passano como Roberto Suárez
- Lía Durán como Esther
- Renée Dumas como Rosita
- María Esther Buschiazzo como madre de El Ñato
- Vicente Forastieri
- Juan José Porta
- Mario Faig
- Marianito Bauzá
- Mauricio Espósito
- Mario Confletti
- Pablo Cumo
- Antonio Provitilo
- Fasto Pampín
- Héctor Casares
- Aída Villadeamigo
- Lita Landi

## Comentarios
Debido a la fuerte relación entre varones en un mundo centrado en el fútbol en el que las mujeres están excluidas y postergadas, la película ha sido considerada un ejemplo de la evolución del deseo homosexual en la historia argentina.